# 史弥坚
史弥坚（1166年—1232年），字固叔，号玉林、又号沧洲，鄞县（今属浙江省宁波市鄞州区）人，南宋政治军事人物，为宰相史浩幼子。

## 生平
官至兵部尚书、后转任工部尚书。曾任知临安府，福建地方官，六十七岁时辞官回乡。绍定五年（1232年）闰九月己卯卒。
宋宁宗赐府邸于鄞县南村，为“沧州堂”。“沧州堂”旁即是南宋宰相史嵩之的“少帅府”。

## 身后
卒赠资政殿大学士，宋宁宗追谥为忠宣。

## 著作
《沧洲诗稿》

## 遗迹
- 今浙江省宁波市鄞州区世忠寺
- 今浙江省宁波市南村